# Tristramella
Tristramella – rodzaj słodkowodnych ryb okoniokształtnych z rodziny pielęgnicowatych (Cichlidae). 
Wszystkie ryby z tego rodzaju są pyszczakami – inkubują ikrę w pysku. Wraz z rodzajami Oreochromis, Sarotherodon i Iranocichla tworzą takson monofiletyczny.

## Występowanie
Izrael i Syria.

## Klasyfikacja
Gatunki zaliczane do tego rodzaju:
- Tristramella sacra
- Tristramella simonis

Dwa podgatunki T. simonis: T. simonis intermedia i T. simonis magdalenae są czasem traktowane jako odrębne gatunki.
Gatunkiem typowym rodzaju jest Hemichromis sacra, obecnie synonim Tristramella sacra.